# La chrysalide et le papillon d'or
La chrysalide et le papillon d'or is een Franse fantasyfilm uit 1901 van regisseur Georges Méliès.
De film is ook bekend als La chrysalide et le papillon of The Brahmane and the Butterfly.

## Verhaal
Een brahmaan speelt in het bos op zijn fluit. Een gigantische rups wordt hierdoor aangelokt. De brahmaan stopt de rups in een cocon en de rups verandert in een vlindermeisje. De brahmaan probeert het (vliegende) meisje te vangen en wanneer dat lukt verandert ze in een mensenmeisje. Hij doet haar een aanzoek, waarop ze hem verandert in een rups.

## Rolbezetting
| Acteur         | Personage   | Nota                                   |
| -------------- | ----------- | -------------------------------------- |
| Georges Méliès | de brahmaan |                                        |
| ?              | vlinder     | de naam van de actrice is niet geweten |

## Trivia
- La chrysalide et le papillon is een van de films in het UNESCO "Geheugen van de Wereldprogramma". (Engels: International Council for Cinema and Television, afgekort ICCT)
- Méliès kreeg de inspiratie voor deze film waarschijnlijk na het zien van de Franse goochelaar Buatier de Kolta. Deze had een truc waarbij hij een zijderups veranderde in een vlinder.
- De film bestaat in twee varianten: als zwart-witfilm en als ingekleurde film.